# Darren Lewis
Darren Lewis (Dallas, Texas, 7 de noviembre de 1968-21 de junio de 2024) fue un jugador estadounidense de fútbol americano que jugó tres temporadas en la NFL con los Chicago Bears y fue All-American en 1990.

## Carrera

### Universidad
Lewis estuvo con Texas A&M Aggies, donde fue el líder histórico del equipo en dos de sus tres temporadas (1,692 en 1988 y 1,691 en 1990), solo detrás de Trayveon Williams (1,760 en 2018) y quedó como el líder corredor de los Aggies (5,012 yardas de 1987 a 1990). Sus 5,012 de por vida lo colocaron como el quinto mejor de todos los tiempos de la NCAA luego concluír su carrera universitaria, y actualmente está entre los mejores 15. Su carrera universitaria terminó con la selección al equipo All-American de manera unánime en 1990.

### Profesional
Luego de terminar su exitosa carrera universitaria, Lewis dio positivo por cocaína durante el combine. A causa de ello fue seleccionado hasta la sexta ronda del Draft de la NFL de 1991 (posición 161 global) por los Chicago Bears. Lewis actualmente es el único jugador que ha dado positivo en un control antidopaje en el combine, y el gerente general de Chicago Bill Tobin consideró no invitar a Lewis al mini-campamento de entrenamiento.
Lewis jugaría tres temporadas con los Bears. Su mejor registro en la NFL fue en la temporada de 1992 en la que jugó 16 partidos, corrió para 382 yardas en 90 acarreos. En octubre de 1993 Lewis fue arrestado con cargos por violencia doméstica. Los Bears dejaron en libertad a Lewis un mes después de haber contratado a otro running back, Tim Worley. El entrenador en jefe de Chicago Dave Wannstedt dijo que algo pasó con el corredor titular Neal Anderson, y no estaba a gusto con Lewis por su comportamiento.
Lewis jugó un total de 33 partidos con los Bears, siendo titular en cinco de ellos, corrió para 431 yardas en su carrera.

## Tras el retiro
Lewis continuó con su problema de adicción a la cocaína, lo que lo llevó a un divorcio y a la pérdida de su casa. En agosto de 2014 se declaró culpable de tres cargos criminales relacionados con robo a mano armada en el área de Dallas. La sentencia de Lewis llegó un mes después y fue condenado a 27 años de cárcel en una prisión federal. Lewis se casó con Tammie Thibodeaux el 6 de julio de 2012.
Lewis murió de cáncer el 21 de junio de 2024.